# باشگاه ورزشی آوش
باشگاه ورزشی آوس (به پرتغالی: Clube Desportivo das Aves) (تلفظ پرتغالی:[ˈklub(ɨ) dɨʃpuɾˈtivu dɐʃ ˈavɨʃ]) یک باشگاه ورزشی در شهر سانتو تیرسو در پرتغال می‌باشد. این باشگاه در سطح سوم لیگ‌های فوتبال پرتغال بازی می‌کند.
این باشگاه در سال ۱۹۳۰ تأسیس شده و مهرداد محمدی وینگر راست ایرانی در آن باشگاه بازی می‌کرد.

## بازیکنان برجسته
- مهرداد محمدی
- کوین یامگا